# Moyunxiang (ort i Kina, Qinghai Sheng, lat 33,17, long 94,27)
Moyunxiang är en ort i Kina. Den ligger i provinsen Qinghai, i den nordvästra delen av landet, omkring 780 kilometer sydväst om provinshuvudstaden Xining. Antalet invånare är 3 736. Befolkningen består av 1 770 kvinnor och 1 966 män. Barn under 15 år utgör 36 %, vuxna 15-64 år 58 %, och äldre över 65 år 4,0 %.
Trakten runt Moyunxiang är nära nog obefolkad, med mindre än två invånare per kvadratkilometer. Det finns inga andra samhällen i närheten. Trakten runt Moyunxiang består i huvudsak av gräsmarker.